# 瓦尔达尔统计区
瓦尔达尔统计区，是北馬其頓八个统计区之一，位于该国中部，南面与希腊接壤。该统计区以流经该区的瓦尔达尔河而命名。

## 市镇
瓦尔达尔统计区包括9个市镇：
- 查什卡市镇
- 代米尔卡皮亚市镇
- 格拉德斯科市镇
- 卡瓦达尔齐市镇
- 洛佐沃市镇
- 内戈蒂诺市镇
- 罗索曼市镇
- 圣尼古莱市镇
- 韦莱斯市镇